# Selstjärnen (Burträsks socken, Västerbotten)
Selstjärnen är en sjö i Skellefteå kommun i Västerbotten och ingår i Rickleåns huvudavrinningsområde.